# 佐久南インターチェンジ
佐久南インターチェンジ（さくみなみインターチェンジ）は、長野県佐久市にある中部横断自動車道のインターチェンジである。
当ICは新直轄方式によって整備された区間に位置するため無料で通行することが出来る。このため、料金所は設置されていない。

## 歴史
- 2010年（平成22年）6月9日 : IC名が佐久南ICに正式決定。
- 2011年（平成23年）3月21日 : 開通記念イベントが企画されていた[4]が、同年3月11日に発生した東北地方太平洋沖地震および同年3月12日に発生した長野県北部地震の影響を配慮して中止された[5]。
- 2011年（平成23年）3月26日 : 佐久南IC - 佐久小諸JCT間開通に伴い、供用開始[1]。
- 2017年（平成29年）7月8日 : 国道142号との合流部に道の駅ヘルシーテラス佐久南が開設[6][7]。
- 2018年（平成30年）
  - 3月18日 : 4月28日に八千穂高原IC - 佐久南IC間が開通することを記念したイベントが佐久臼田ICで開催され、佐久臼田インター - 本IC間を往復するマラソン大会が開催された[8][9]。
  - 4月22日 : 八千穂高原IC - 佐久南IC間延伸に伴い、本IC付近に設置されている仮設施設の撤去などを含めた切り替え工事のため、4月22日21時より 4月28日18時（延伸区間開通時刻）まで、佐久南IC - 佐久中佐都ICで通行止めを実施[10][11]。
  - 4月28日 : 八千穂高原IC - 佐久南IC間開通[12][11]。

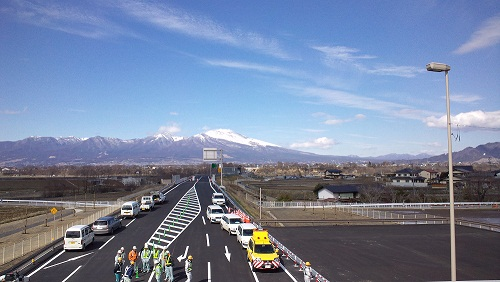
佐久南IC入口付近の歩道橋より撮影。2011年3月の建設時の様子。画像手前が国道142号、奥が中部横断自動車道本線である。奥に見える雪山は浅間山系。
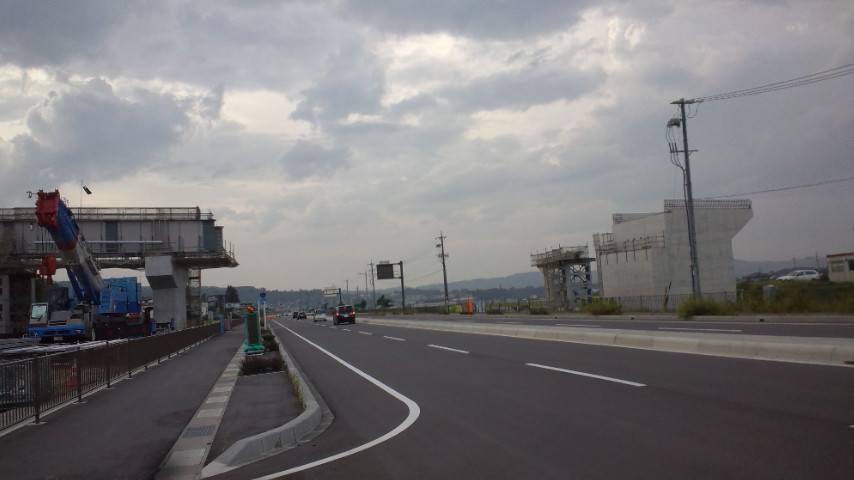
2012年9月から12月にかけて行われた函渠敷設作業時の様子。国道142号と立体交叉する。写真右方向が佐久中佐都CI方面、写真左方向が佐久臼田IC方面である。
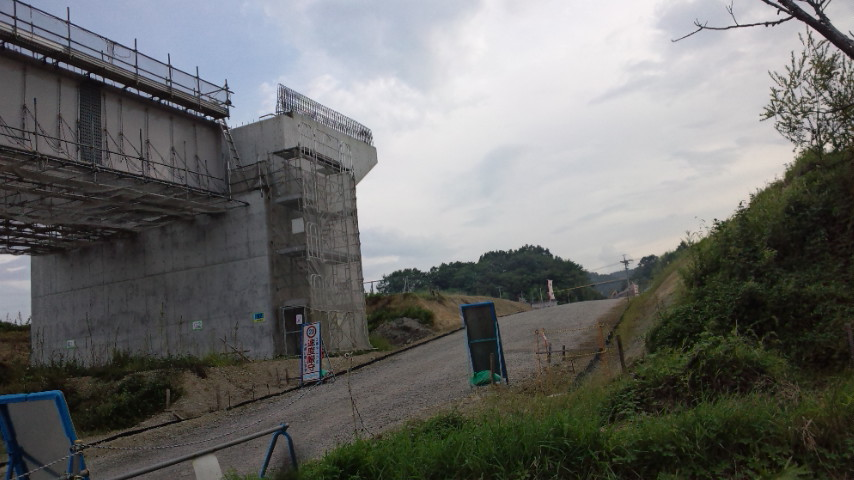
交差部分以降 下平・熊久保地区。平成24年9月の建設時の様子。
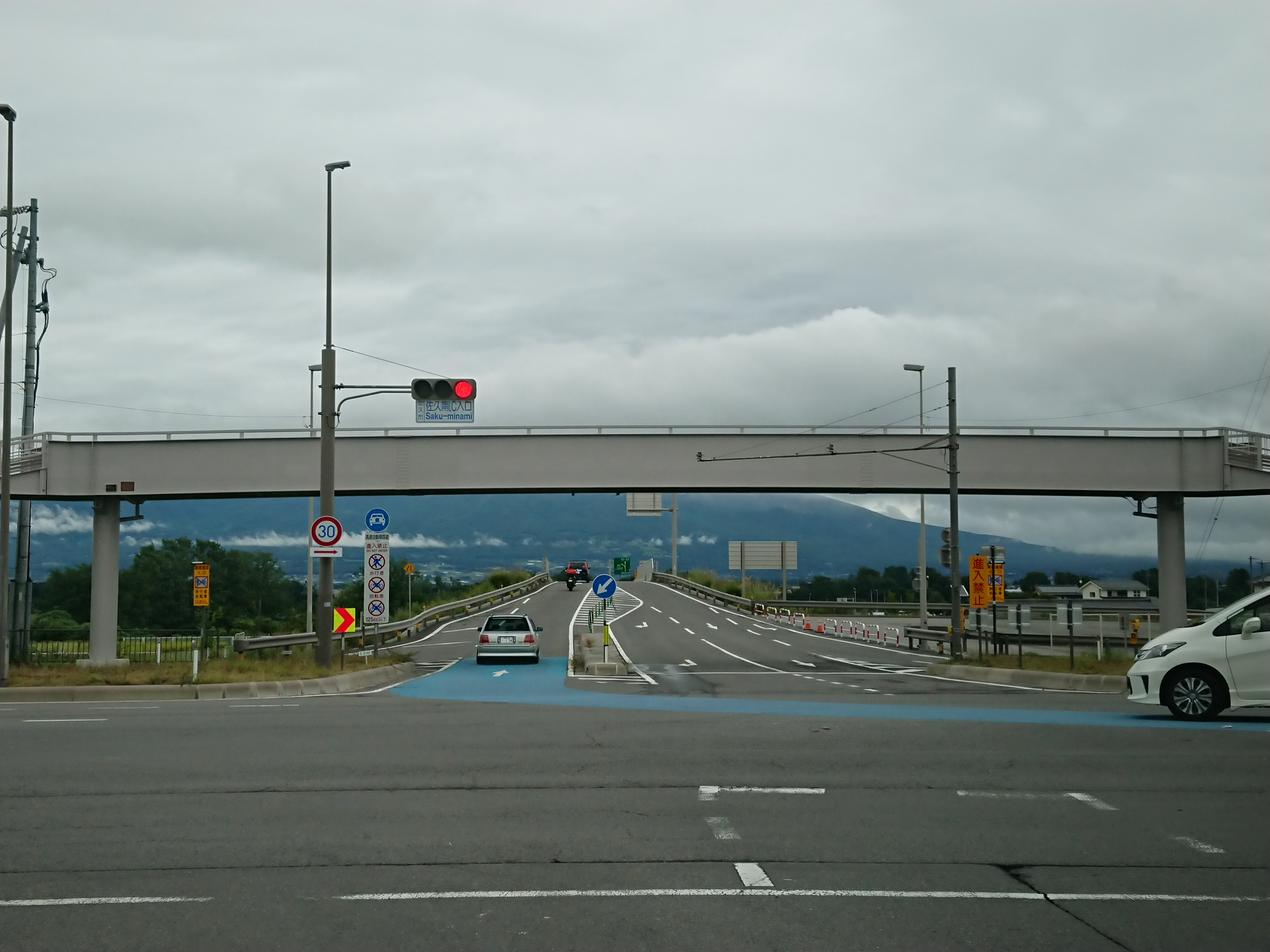
インターチェンジ入口部

## インターチェンジ内の施設
- 国土交通省長野国道事務所　佐久南管理ステーション

トイレが設置されており一般の人も利用可能である。また、誤ってインターチェンジに進入した場合の転回、チェーンの脱着が可能である。

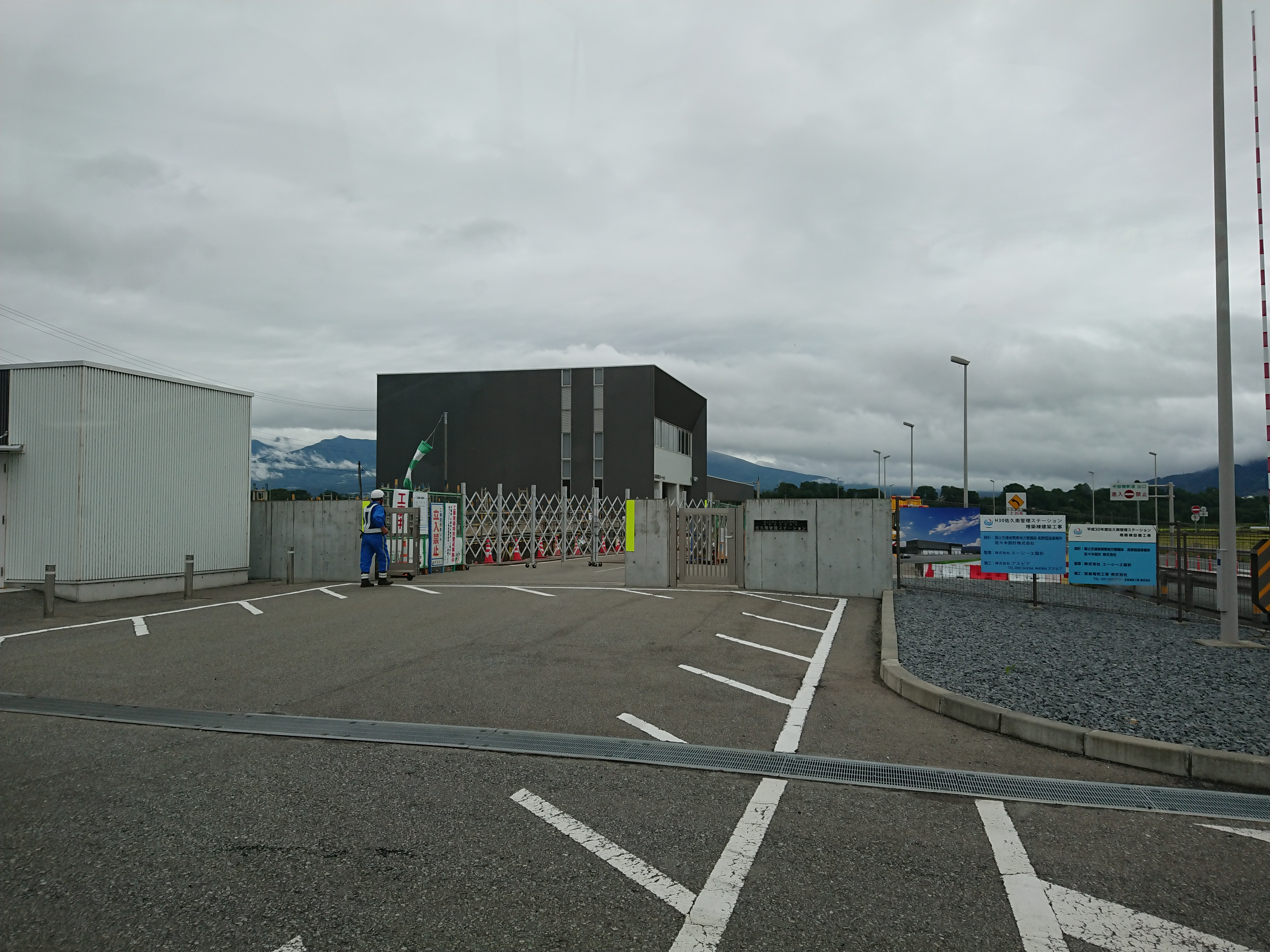
佐久南管理ステーション（建物手前は除雪施設を増築中）平成30年9月現在の様子。

## 接続する道路
- 国道142号

## 周辺
インター出口付近は田園地帯であるが、2017年に道の駅ヘルシーテラス佐久南が開業した。接続する国道142号を経由して、岸野・桜井・野沢・中込・上原・八幡方面へのアクセスが容易である。

### 教育
- 佐久市立泉小学校
- 佐久市立岸野小学校
- 佐久市立野沢中学校
- 長野県野沢北高等学校

### 医療機関・福祉施設
- 社会医療法人 恵仁会 くろさわ病院
- ウェルハウス のぞみサンピア佐久
- JA佐久浅間 岸野支所
- JA佐久浅間 さく生活福祉相談センター

### 公共施設・交通機関
- 長野県佐久合同庁舎
- 佐久市生涯学習センター野沢会館
- ハローワーク佐久
- 長野県民佐久運動広場
- JR小海線 滑津駅
- 岸野郵便局
- 野沢郵便局
- 中部電力佐久営業所
- 佐久水道企業団

### ショッピング・飲食店
- 蔦屋書店佐久野沢店
- 西友佐久野沢店
- ゲオ佐久店
- タイヤ館佐久店
- イエローハット佐久南店
- ファミリーマート佐久根岸店
- セブンイレブン佐久南インター店
- セブンイレブン佐久野沢西店
- すき家141号佐久跡部店
- はなまるうどん佐久店
- ウェルシア薬局佐久野沢店
- クスリのアオキ跡部店
- サンドラッグ佐久野沢店

### 観光
- 道の駅ヘルシーテラス佐久南
- 道の駅ほっとぱ〜く・浅科
- あさしな温泉 穂の香乃湯
- 島崎藤村旧宅・洞源山貞祥寺（曹洞宗）
- 薬師寺ぴんころ地蔵

### 宿泊施設
- ホテルルートインコート佐久
- 佐久グランドホテル

### 企業
- 北伸精器 佐久工場
- ボンマーク 長野工場

## 隣
E52 中部横断自動車道
佐久臼田IC - 佐久南IC - 佐久中佐都IC